# Elmira Syzdykowa
Elmira Anuarbiekowna Syzdykowa (ros. Эльмира Ануарбековна Сыздыкова; ur. 5 lutego 1992) – kazachska zapaśniczka. Brązowa medalistka olimpijska z Rio de Janeiro 2016 w kategorii 69 kg i trzynasta w Tokio 2020 w kategorii 76 kg.
Piąta na mistrzostwach świata w 2017 i 2019. Brązowa medalistka igrzysk azjatyckich w 2018. Zdobyła siedem medali mistrzostw Azji w latach 2014 - 2024. Wicemistrzyni halowych igrzysk azjatyckich w 2017. Siódma w Pucharze Świata w 2013 i ósma w 2011. Ósma na Uniwersjadzie w 2013. Mistrzyni Azji juniorów w 2012. Trzecia na MŚ juniorów w 2011 roku.
Po igrzyskach została uhonorowana orderem Order of Kurmet. Absolwentka Karagandy State University w Karagandzie.